# Новочернещинська сільська рада
Новочерне́щинська сільська́ ра́да — адміністративно-територіальна одиниця та орган місцевого самоврядування в Сахновщинському районі Харківської області. Адміністративний центр — село Нова Чернещина.

## Загальні відомості
Новочернещинська сільська рада утворена в 1924 році.
- Територія ради: 75,2 км²
- Населення ради: 1 098 осіб (станом на 2001 рік)
- Територією ради протікає річка Багата.

## Населені пункти
Сільській раді підпорядковані населені пункти:
- с. Нова Чернещина
- с. Калинівка
- с. Костянтинівка

## Склад ради
Рада складається з 14 депутатів та голови.
- Голова ради: Явор Віра Іванівна
- Секретар ради: Спащук Алла Федорівна

### Керівний склад попередніх скликань
| Прізвище, ім'я, по батькові | Основні відомості                                                          | Дата обрання | Дата звільнення |
| --------------------------- | -------------------------------------------------------------------------- | ------------ | --------------- |
| Філоненко Надія Григорівна  | Сільський голова, 1957 року народження, член Соціалістичної партії України | 26.03.2006   | 01.02.2008      |
| Явор Віра Іванівна          | Сільський голова, 1956 року народження, освіта вища, член Партії регіонів  | 01.06.2008   | 31.10.2010      |
| Явор Віра Іванівна          | Сільський голова, 1956 року народження, освіта вища, член Партії регіонів  | 31.10.2010   |                 |

Примітка: таблиця складена за даними сайту Верховної Ради України

### Депутати
За результатами місцевих виборів 2010 року депутатами ради стали:

#### За суб'єктами висування
| Суб'єкт висування                                       | Кількість обраних депутатів | %    |
| ------------------------------------------------------- | --------------------------- | ---- |
| Партія регіонів                                         | 5                           | 35,7 |
| Політична партія Всеукраїнське об'єднання «Батьківщина» | 4                           | 28,6 |
| Самовисування                                           | 4                           | 28,6 |
| Соціалістична партія України                            | 1                           | 7,1  |

#### За округами
| № округу                                                | Прізвище, ім'я, по батькові    | Дата визнання обраним | Освіта             | Партійна приналежність                        | Відомості про обраного депутата                      |
| ------------------------------------------------------- | ------------------------------ | --------------------- | ------------------ | --------------------------------------------- | ---------------------------------------------------- |
| Партія регіонів                                         |                                |                       |                    |                                               |                                                      |
| 1                                                       | Спащук Алла Федорівна          | 01.11.2010            | вища               | позапартійна                                  | Новочернещинська сільська рада, секретар             |
| 2                                                       | Черняк Василь Олександрович    | 01.11.2010            | середня спеціальна | позапартійний                                 | тимчасово не працює                                  |
| 5                                                       | Ломакін Григорій Миколайович   | 01.11.2010            | середня спеціальна | позапартійний                                 | тимчасово не працює                                  |
| 6                                                       | Довгопола Ірина Григорівна     | 01.11.2010            | вища               | позапартійна                                  | Новочернещинська сільська рада, спеціа-ліст          |
| 13                                                      | Куроп'ятник Світлана Сергіївна | 01.11.2010            | середня спеціальна | член Партії регіонів                          | тимчасово не працює                                  |
| Політична партія Всеукраїнське об'єднання «Батьківщина» |                                |                       |                    |                                               |                                                      |
| 3                                                       | Брандальська Оксана Михайлівна | 01.11.2010            | вища               | позапартійна                                  | Новочернещинська загальноосвітня школа, кухар        |
| 4                                                       | Таранець Леся Анатоліївна      | 01.11.2010            | вища               | член Всеукраїнського об'єднання «Батьківщина» | Новочернещинська загальноосвітня школа, вчитель      |
| 7                                                       | Ліщинська Світлана Анатоліївна | 01.11.2010            | вища               | член Всеукраїнського об'єднання «Батьківщина» | тимчасово не працює                                  |
| 8                                                       | Мартусь Людмила Володимирівна  | 01.11.2010            | вища               | член Всеукраїнського об'єднання «Батьківщина» | тимчасово не працює                                  |
| Соціалістична партія України                            |                                |                       |                    |                                               |                                                      |
| 14                                                      | Леонова Ольга Григорівна       | 01.11.2010            | вища               | член Соціалістичної партії України            | Костянтинівська загальноосвітня школа, вчитель       |
| Самовисування                                           |                                |                       |                    |                                               |                                                      |
| 9                                                       | Колєснікова Наталія Григорівна | 01.11.2010            | середня спеціальна | позапартійна                                  | ДП АФ «Вікторія», різноро-боча                       |
| 10                                                      | Леонова Валентина Анатоліївна  | 01.11.2010            | вища               | позапартійна                                  | Костянтинівський ФП, завідую-ча                      |
| 11                                                      | Шептура Юлія Іванівна          | 01.11.2010            | середня спеціальна | позапартійна                                  | Костянтинівська загальноосвітня школа, прибиральниця |
| 12                                                      | Сідорова Раїса Василівна       | 01.11.2010            | середня спеціальна | позапартійна                                  | Костянтинівська загальноосвітня школа, бібліо-текар  |